# Hanna Minenko
Hanna Wiktorowna Minenko (hebräisch חנה קנייזבה-מיננקו, ukrainisch Ганна Князєва-Міненко, engl. Transkription Hanna Knyazyeva-Minenko, geb. Knjasjewa; * 25. September 1989 in Perejaslaw-Chmelnyzkyj, Ukrainische SSR, Sowjetunion) ist eine israelische Dreispringerin ukrainischer Herkunft, die seit 2013 für Israel startberechtigt ist. Zwischenzeitlich startete sie auch unter dem Doppelnamen Knjasjewa-Minenko.

## Sportliche Laufbahn
Erste internationale Erfahrungen sammelte Hanna Minenko beim Europäischen Olympischen Jugendfestival 2005 in Lignano, bei dem sie mit 12,86 m die Silbermedaille gewann, wie auch bei den Junioreneuropameisterschaften in Hengelo zwei Jahre später mit 13,85 m. Sie trat dort auch im Weitsprung an, schied aber mit einer Weite von 5,88 m in der Qualifikation aus. 2008 wurde sie bei den Juniorenweltmeisterschaften im polnischen Bydgoszcz mit einem Sprung auf 13,61 m Vierte. Bei den Leichtathletik-U23-Europameisterschaften 2011 in Ostrava schied sie mit 5,85 m in der Weitsprungqualifikation aus, während sie sich im Dreisprung mit 13,61 m auf dem fünften Platz klassierte. Anschließend wurde sie bei der Sommer-Universiade in Shenzhen mit 14,15 m Vierte und schied im Weitsprung mit 5,94 m in der Qualifikation aus. 2012 schied sie bei den Hallenweltmeisterschaften in Istanbul mit 13,65 m in der Qualifikation aus und wurde bei den Olympischen Spielen mit einer Weite von 14,56 m im Finale Vierte.
Nach ihrer Heirat mit dem Zehnkämpfer Anatoli Minenko nahm sie 2013 die israelische Staatsangehörigkeit an. Bei den Weltmeisterschaften in Moskau belegte sie mit einer Weite von 14,33 m den sechsten Platz. Zwei Jahre später gewann sie bei den Halleneuropameisterschaften in Prag mit 14,49 m die Bronzemedaille hinter der Russin Jekaterina Konewa und Gabriela Petrowa aus Bulgarien. Bei den Europaspielen in Baku sicherte sie sich mit der israelischen Mannschaft, wobei sie den Dreisprungbewerb mit 14,41 m für sich entschied. Sie qualifizierte sich auch für die Weltmeisterschaften in Peking, bei denen sie mit einem Landesrekord von 14,78 m im Finale die Silbermedaille hinter der Kolumbianerin Caterine Ibargüen gewann. Auch bei den Europameisterschaften in Amsterdam im Jahr darauf sicherte sie sich mit 14,51 m die Silbermedaille hinter der Portugiesin Patrícia Mamona und nahm erneut an den Olympischen Spielen in Rio de Janeiro teil, bei denen sie mit 14,68 m im Finale Fünfte wurde.
2017 erreichte sie bei den Weltmeisterschaften in London mit 14,42 m im Finale Rang vier und bei den Europameisterschaften in Berlin 2018 mit 14,37 m Rang fünf. 2019 belegte sie bei den Balkan-Hallenmeisterschaften in Istanbul mit 6,13 m den fünften Platz im Weitsprung und 2021 schied sie bei den Halleneuropameisterschaften in Toruń mit 13,73 m in der Dreisprungqualifikation aus. Anfang August gelangte sie bei den Olympischen Spielen in Tokio bis ins Finale und klassierte sich dort mit Saisonbestleistung von 14,60 m auf dem sechsten Platz. Anschließend wurde sie bei der Athletissima mit 14,47 m Dritte und 2022 gelangte sie bei den Hallenweltmeisterschaften in Belgrad mit 13,83 m Rang 14. Im Juli schied sie bei den Weltmeisterschaften in Eugene mit 13,11 m in der Qualifikationsrunde aus und anschließend gewann sie bei den Europameisterschaften in München mit 14,45 m die Bronzemedaille hinter der Ukrainerin Maryna Bech-Romantschuk und Kristiina Mäkelä aus Finnland. Im Jahr darauf wurde sie bei den Balkan-Meisterschaften in Kraljevo mit 13,01 m Neunte. Im Juni brachte sie bei den Europameisterschaften in Rom in der Vorrunde keinen gültigen Versuch zustande.
2012 wurde Minenko ukrainische Meisterin im Dreisprung. Auch für Israel sicherte sie sich die Titel im Dreisprung von 2013 bis 2016 sowie 2018, 2019 und 2021. Im Weitsprung war sie 2014, 2018 und 2019 siegreich. Während der Eröffnungsfeier war sie, gemeinsam mit dem Schwimmer Yakov Toumarkin, die Fahnenträgerin ihrer Nation.

## Persönliche Bestleistungen
- Weitsprung: 6,52 m (+0,4 m/s), 17. Juli 2014 in Tel Aviv  (israelischer Rekord)
- Dreisprung: 14,78 m (−0,1 m/s), 24. August 2015 in Peking (israelischer Rekord)